# Roberto Meroi
Roberto Meroi (Udine, 24 maggio 1949) è un giornalista e storico italiano.

## Biografia
Roberto Meroi è nato il 24 maggio 1949 nello storico borgo di Santa Lucia in Udine. Quintogenito di una famiglia di fratelli calciatori (il più famoso dei quali è stato Innocente che ha militato in serie A con Sampdoria e Udinese e in serie B con Parma, Catania e Arezzo), è cugino diretto da parte materna del compianto giornalista e scrittore Mario Quargnolo. 

## Giornalismo
I suoi primi scritti giornalistici sono iniziati negli anni Sessanta sul mensile “Int Furlane”, diretto da Etelredo Pascolo, e sul quotidiano “Friuli Sera”, diretto da Alvise De Jeso.
È iscritto all’Ordine nazionale dei Giornalisti dal gennaio 1980 e suoi articoli sono apparsi su oltre trenta testate.
È stato vice direttore di “7 Giorni in Friuli” e direttore responsabile di “Radio Spazio 103”. È stato socio fondatore di “Radio Onde Furlane”, nella quale emittente per alcuni anni ha anche curato e condotto alcune seguite serie di trasmissioni radiofoniche.

## Saggistica
Ha scritto tre importanti saggi sociopolitici: nel 1983 “La Batàe” (pagg. 144, Ribis Editore), con presentazione di Gianfranco D’Aronco e copertina di Arrigo Poz; nel 2013 “Mandi Trieste” (pagg. 210, Editoriale Programma), con presentazione di Piero Zanfagnini; nel 2017 “Intervista immaginaria a Tiziano Tessitori” (pagg. 120, Edizioni Designgraf), con presentazione di Toni Capuozzo e copertina di Roberta Vale. Segnalazione speciale all'VIII edizione del Premio giornalistico nazionale Simona Cigana.
Per alcuni anni membro del Direttivo del Comitato per l'autonomia e il rilancio del Friuli, è stato a fianco del presidente Tarcisio Petracco fin dalla costituzione del Comitato per l’Università Friulana nel 1972, contribuendo ad organizzare raccolte di firme e manifestazioni pubbliche e partecipando a convegni e dibattiti incentrati sulla richiesta popolare di istituzione statale dell'Università degli Studi di Udine.
Nel 2006 è uscito un suo libro storico biografico “Il professor Petracco” (pagg. 190, Editrice Leonardo), con presentazione di Furio Honsell, prefazione di Roberto Iacovissi, copertina di Marco Marra.

## Teatro
Da convinto fautore della costruzione in Udine di una grande sala teatrale, è stato anche socio fondatore dell’associazione “Amici del nuovo teatro di Udine” e, nel 1997, ha pubblicato il volume storico “Il nuovo teatro di Udine” (pagg. 180, PR Book Editore), con presentazione di Licio Damiani ed interventi di Enzo Barazza, Alfredo Battisti, Luciana Marioni Bros, Lorenzo Giacomuzzi Moore, Giuliano Parmegiani, Marzio Strassoldo, Giovanni Zanetti.
Nel 2007, in occasione del decennale dell’inaugurazione, la Fondazione del Teatro Nuovo gli ha commissionato il volume “Il Teatro Nuovo Giovanni da Udine” (pagg. 180, Editrice Leonardo, prefazioni di Antigono Frangipane e Glauco Mauri), che ha ottenuto l’Alto Patronato del Presidente della Repubblica italiana.
Nel 2022 ha collaborato, assieme ad altri autori, all'edizione del libro "Il Teatro e la sua Città" (Bottega Errante Edizioni).

## Lingua friulana
Roberto Meroi si è largamente interessato e coerentemente battuto per il riconoscimento della lingua friulana e per il suo insegnamento ufficiale nelle scuole. 
È stato il primo giornalista a pubblicare articoli in friulano su numerose testate locali (“TuttoUdine”, “7 Giorni in Friuli”, “La Voce”, “Nord Est”, “Il Manzanese”, “Mandi”, “Mese Regione”, “Sport Udinese”, “Il Quotidiano del Friuli”, eccetera).
Ha collaborato con scritti in friulano su “Stele di Nadâl” e su “Alc&Cè". È stato vice presidente del “Centro Studi Friulani”. È stato membro del Direttivo della “Union Scritôrs Furlans” e collaboratore di “Gnovis pagjinis furlanis”. E’ aderente alla “Societât Sientifiche e Tecnologjiche Furlane” e alla “Societât Filologjiche Furlane”. Nel 2018 è uscito il suo "Tutto quello che non hai mai osato chiedere sul Friuli", con prefazione di Angelo Floramo.
È stato redattore per alcune edizioni dello “Stròlic Furlan”, annuario della Società Filologica Friulana, e della “Agende Furlane” edita da Chiandetti.
Nel 1999 l’Università degli Studi di Udine gli ha conferito un diploma di merito come esperto in giornalismo con competenze specifiche in lingua friulana.
Ha scritto racconti e poesie inedite che gli hanno fatto conseguire significative affermazioni in numerosi Premi letterari a carattere nazionale, tra i quali: il “Nosside”, il “Massimiliano Kolbe”, il “Seleabruzzo”, il “Guido Modena”, il “Valente Faustini”, il “Castello d’Oro”, il “Molino”, il “Santa Chiara”, il “Giovanni Gronchi”.
Suoi lavori sono stati inclusi in numerose antologie. È inserito tra gli autori della “Rassegne di letterature furlane” di Luciano Verona, nelle “Pagine friulane” di Gianfranco D'Aronco, nel “Dizionario biografico friulano” di Gianni Nazzi.
È stato presidente della Giuria del Premio Internazionale di Poesia “Giulietta e Romeo di Savorgnan”.
Ha pubblicato nove libri in friulano: nel 1985 il libro di aforismi satirici “Sgrìsui” (con versione italiana, pagg. 166, La Nuova Base Editore), con presentazione di Alfeo Mizzau e caricature di Ezio Cragnolini; nel 1990 il romanzo umoristico “Al jere une volte un condomìni clamât Europe” (pagg. 160, Edizioni Società Filologica Friulana), con presentazione di Gianni Gregoricchio e disegni di Alessandro D’Osualdo. Primo premio al Concorso biennale della Società Filologica Friulana (Giuria: Amedeo Giacomini, Giancarlo Ricci, Gianfranco Scialino); nel 1993 il libro di racconti umoristici “Il titul al è sul daûr” (con versione italiana, pagg. 160, Ellerani Editore). Lavoro segnalato alla VII edizione del Premio letterario San Simone (Giuria: Elio Bartolini, Alan Brusini, Andreina Ciceri Nicoloso, Giovanni Frau); nel 2002 il romanzo storico “Padrùt” (pagg. 110, Edizioni della Laguna), con copertina di Arrigo Poz; nel 2006 il libro sportivo “Storie dal balon e de Udinese” (pagg. 150, Editrice Leonardo), con il patrocinio dell’Associazione culturale “Liciniana” e la presentazione di Bruno Pizzul; nel 2015 il romanzo “La fantate di Maidan” (pagg. 120, Istitût Ladin Furlan Pre Checo Placerean), con presentazione di Lorenzo Zanon. Lavoro segnalato alla XXXV edizione del Premio letterario San Simone; nel 2016 il romanzo umoristico “La vite ardinte di Ursule Bidine” (pagg. 144, Edizioni l'Orto della Cultura) con presentazione di Nino Rodaro e copertina di Ezio Cragnolini; nel 2016 il libro per l'infanzia “Beput, il cuninut e la lune” (pagg. 44, Comune di Gemona del Friuli) con illustrazioni di Roberta Vale. Secondo premio alla XIX edizione del Concorso letterario Pietro Londero; nel 2017 il libro per l'infanzia "Birbantute e Figotute" (pagg. 24, Futura Edizioni) con illustrazioni di Patrizia Geremia.

## Sport
Per la sua attività giornalistica e saggistica sportiva, è stato insignito dell’”Aquila dello Sport al Merito” dalla Regione Friuli-Venezia Giulia, dal Comitato Olimpico Nazionale Italiano e dall’Unione Stampa Sportiva Italiana nel 2005, e ha ottenuto il Premio “Alloro Sportivo di Udine Campione”, indetto dal Comune di Udine per la prima volta nel 2007.
È stato relatore in diversi convegni sportivi e ha fatto parte della Consulta dello Sport del Comune di Udine. Nel 2012 ha vinto il primo premio della III edizione del Concorso giornalistico nazionale “Simona Cigana” per il miglior articolo sportivo 2011/2012 (Giuria presieduta da Pietro Angelillo).
Ha scritto numerosi libri di sport: nel 1989 il volume “Storia dell’Udinese calcio” (pagg. 500, Campanotto Editore), ponderosa ricerca storica – con presentazione di Giorgio Lago ed introduzioni di Franco Carraro e Adriano Biasutti – con la quale ha vinto il secondo premio assoluto per la saggistica al XXIV ConcorsoLetterario Nazionale del CONI (Giuria: Walter Pedullà, presidente, Gianni Brera, Francesco Conconi, Giorgio Cristallini, Giulio Marinozzi, Gigi Riva, Paolo Valenti; premio vinto in precedenza, tra gli altri, da: Antonio Ghirelli, Aldo Giordani, Mario Cotelli, Arnaldo Taurisano, Alfredo Pigna, Gian Paolo Ormezzano, Rolly Marchi, Aldo Biscardi, Maurizio Barendson, Mario Giobbe); nel 1993 il volume “60 Anni di basket a Udine” (pagg. 330, Ribis Editore) con presentazione di Zelio Zucchi ed interventi di Mario Blasone, Manlio Cescutti, Giorgio Gorlato, Rino Snaidero, Franca Vendrame. Medaglia d’oro del Comitato provinciale della Federazione Italiana Pallacanestro; nel 1996 il libro “Cento anni di storia calcistica a Udine” (pagg.166, Edizioni Biblioteca dell’Immagine). Premio Panathlon Club e Comitato provinciale della Federazione Italiana Giuoco Calcio; nel 1997 il libro “Storia di azzurri e campioni del Friuli” (pagg. 160, PR Book Editore), presentato da Fiorenzo Magni e con interventi di Enzo Barazza, Manlio Cescutti, Sergio Durazzano, Giovanni Pelizzo. Patrocinio dell’Associazione Nazionale Atleti Azzurri d’Italia; nel 1998 l’ “Agenda del tifoso bianconero” (pagg. 444, PR Studio Edizioni); nel 1999 l’ “Agenda del tifoso bianconero” (pagg. 444, PR Studio Edizioni); nel 2002 il libro “Cento anni di sport a Udine” (pagg. 144, Francorosso Editore), con presentazioni di Augusto Dell’Angelo, Sergio Cecotti, Luca Ciriani ed interventi di Faustino Anzil, Matteo Bartoli, Sandro Bianco, Giorgio Brandolin, Marco Caineri, Enzo Cainero, Ido Cibischino, Elio De Anna, Enzo De Antoni, Pietro Enrico di Prampero, Emilio Felluga, Giovanni Marzini, Umberto Sarcinelli, Marzio Strassoldo.
Nel 2005 ha collaborato con Ezio Lipott alla stesura del libro edito dal CONI del Friuli-Venezia Giulia “Cent’anni e più di passione sportiva”; nel 2006 è uscito il già citato “Storie dal balon e de Udinese” e “Uomini e tempi dello sport nel Friuli e nella Venezia Giulia” (pagg. 190, Edizioni Italo Svevo), con presentazione di Giovanni Marzini e prefazioni di Giovanni Petrucci e Mario Pescante; nel 2010 il libro “L'Udinese è tutta un quiz” (pagg. 240, Andrea Moro Editore), con presentazioni di Massimo Giacomini e Umberto Sarcinelli; nel 2012 il libro “Stelis Furlanis. Le Stelle al Merito sportivo del Coni della provincia di Udine” (pagg. 132, ANSMES), con presentazioni di Luigi Ramponi, Mario Virgili, Silvano Parpinel e Marcello Zoratti.
Nel 2014 sono usciti in contemporanea i libri: “Inter. 160 quiz assolutamente neroazzurri” (pagg. 116, BradipoLibri); “Lazio. 160 quiz assolutamente biancocelesti” (pagg. 116, BradipoLibri); “Milan. 160 quiz assolutamente rossoneri” (pagg. 116, BradipoLibri); “Roma. 160 quiz assolutamente giallorossi” (pagg. 116, BradipoLibri).
Nel 2019 ha pubblicato: "Genoa. 160 quiz assolutamente rossoblu" (pagg. 120, BradipoLibri) e "Sampdoria. 160 quiz assolutamente blucerchiati" (pagg. 120, BradipoLibri).
Nel 2023 è uscito: "Udine con il basket nel cuore" (pagg. 144), presentazione di Mauro Ferrari e prefazioni di Enzo Cainero, Alessandro Pedone ed Edi Snaidero.

## Umorismo
Oltre ai già citati libri umoristici “Sgrisui”, “Al jere une volte un condomini clamât Europe”, “Il titolo è sul retro”, “La vite ardinte di Ursule Bidine”, nel 2005 Meroi ha pubblicato “Il fumo uccide... gli altri” (pagg. 124, Ribis Editore, copertina di Paolo Berlasso), scritto a quattro mani con il fratello Innocente.

## Udine
Udine, sua città natale, è stata raccontata da Roberto Meroi da più angolazioni, sempre nuove ed interessanti: attraverso la storia dei suoi edifici teatrali, delle sue società sportive e dei suoi campioni, delle sue scuole e della sua università, delle sue chiese cristiane e del suo santo.
Ha pubblicato due libri su San Luigi Scrosoppi: il già citato “Padrùt” e il romanzo “La fiaba vera di San Luigi da Udine” (2003, pagg. 156, Edizioni della Laguna e Suore della Provvidenza) con presentazione di Gianfranco Scialino.
Nel 2009 è uscito l'originale libro a quiz “Tutto quello che non hai mai osato chiedere sulla Storia di Udine” (Andrea Moro Editore, pagg. 188), con presentazione di Domenico Zannier.
Nel 2017 ha dato alle stampe "La Udine del cuore, passeggiata in città con Mario Quargnolo" (Chiandetti, pagg. 86), con presentazione di Giorgio Placereani.
Nel 2024 ha collaborato alla pubblicazione a più mani della "Guida narrativa di Udine" (Vita Activa Nuova, pagg. 374).

## Fotografia
Roberto Meroi - che ha girato il mondo e fotografato moltissimo - ha esposto sue foto in alcune mostre e ha pubblicato sette libri fotografici: “Le chiese di Udine” (2000, pagg. 186, Edizioni della Laguna), con presentazione di Elio Bartolini ed introduzioni del cardinale Paul Poupard e degli arcivescovi Alfredo Battisti e Pietro Brollo; l’elegantissimo cofanetto con quattro volumi fotografici dal titolo “Stagioni di Udine” (2003, pagg. 144, Selekta Editore), con testi in italiano e in inglese di Novella Cantarutti ed introduzioni di Elio Bartolini, Amedeo Giacomini, Tito Maniacco, Luciano Morandini; “Storia e attualità delle scuole udinesi” (2010, pagg. 220, Edizioni della Laguna), con presentazione di Cristiana Compagno e prefazioni di Furio Honsell e Pietro Fontanini; “Tutti i volti di Udine assolutamente da scoprire e amare” (2011, pagg. 192, Editoriale Programma), con presentazione di Romano Vecchiet; "Tutto quello che non hai mai osato chiedere sul Friuli - persone, avvenimenti, luoghi, tradizioni, curiosità, storia" (2018, pagg. 96, Andrea Moro Editore), con presentazione di Angelo Floramo; "Udine città romantica" (2020, pagg. 210, De Bastiani Editore) con presentazione di Carlo Gaberscek; "Meraviglie friulane" (2022, pagg. 210, De Bastiani Editore) con presentazioni di Mauro Pascolini e Alvise Rampini. Diploma di Menzione speciale della Giuria del Premio Simona Cigana e Targa del Circolo della Stampa di Pordenone 

## Premi
Per il suo costante impegno sociale e culturale, a Roberto Meroi sono stati anche assegnati: il 6 dicembre 2003 il Premio “Nadâl Furlan” (ottenuto in precedenza, tra gli altri, da: Mario Argante, Domenico Zannier, David Maria Turoldo, Giancarlo Menis, Ottorino Burelli, Emilio De Roja, Tarcisio Petracco, Gianfranco D’Aronco, Ottavio Valerio, Mario Quargnolo, Tito Miotti, Carlo Sgorlon ed Elio Ciol); il 4 agosto 2007 il Premio “Merit Furlan” (ottenuto in precedenza, tra gli altri, da: Novella Cantarutti, Ardito Desio, Luciano Floramo, Bruno Pizzul, Rino Snaidero e Mario Toros); il 17 settembre 2011 il Sigillo della Città di Udine (conferito in precedenza, tra gli altri, a: Enzo Collotti, Mario Isnenghi, Tito Maniacco e Carlo Sgorlon); il 16 febbraio 2012 il Premio “Etica” (ottenuto in precedenza, tra gli altri, da: Pino Roveredo, Lino Leggio, Gianpietro Benedetti e, alla Memoria, da Carlo Sgorlon e Adalberto Valduga).

## Opere letterarie

### Libri di storia
- Storia dell'Udinese calcio (1989, con presentazione di Giorgio Lago e interventi di Franco Carraro e Adriano Biasutti; caricature di Luigi Peruzzo. Vincitore al XXIV Concorso Letterario Nazionale del Coni)
- 60 anni di basket a Udine (1993, con presentazione di Zelio Zucchi e interventi di Rino Snaidero, Giorgio Gorlato, Mario Blasone e Franca Vendrame. Medaglia d'oro del Comitato Provinciale della Federazione Italiana Pallacanestro)
- Cento anni di storia calcistica a Udine (1996, libro ufficiale del centenario dell'Udinese; targa d'argento del Comitato Provinciale della Federazione Italiana Giuoco Calcio e del Panathlon Club)
- Il nuovo teatro di Udine (1997, con presentazione di Licio Damiani e interventi di Enzo Barazza, Alfredo Battisti, Luciana Marioni Bros, Giuliano Parmegiani, Lorenzo Giacomuzzi Moore, Marzio Strassoldo e Giovanni Zanetti)
- Storia di azzurri e campioni del Friuli (1997, libro ufficiale dell'Associazione Atleti Azzurri d'Italia di Udine; con presentazione di Fiorenzo Magni e interventi di Enzo Barazza, Giovanni Pelizzo e Manlio Cescutti)
- Le chiese di Udine. Testimonianza storico-fotografica del Sacro (2000, con presentazione di Elio Bartolini e interventi di Paul Poupard, Alfredo Battisti e Pietro Brollo)
- Cento anni di sport a Udine (2002, con presentazione di Augusto Dell'Angelo e interventi di Luca Ciriani, Sergio Cecotti, Marzio Strassoldo, Elio De Anna, Giorgio Brandolin, Emilio Felluga, Enzo De Antoni, Enzo Cainero, Matteo Bartoli, Pietro Enrico di Prampero; caricature di Mario Baschirotto)
- Padrùt (2002, in friulano; copertina di Arrigo Poz)
- La fiaba vera di San Luigi da Udine (2003, con presentazione di Gianfranco Scialino)
- Cent'anni e più di passione sportiva (2005, assieme ad Ezio Lipott)
- Storie dal balon e de Udinese (2006, in friulano, con presentazione di Bruno Pizzul)
- Uomini e tempi dello sport nel Friuli e nella Venezia Giulia (2006, con presentazione di Giovanni Marzini e interventi di Giovanni Petrucci e Mario Pescante)
- Il professor Petracco (2007, con presentazioni di Furio Honsell e Roberto Iacovissi; copertina di Marco Marra)
- Il Teatro Nuovo Giovanni da Udine (2008, libro ufficiale del decennale del Teatro Nuovo, con l'Alto Patronato del Presidente della Repubblica Italiana; presentazione di Licio Damiani e interventi di Antigono Frangipane e Glauco Mauri)
- Tutto quello che non hai mai osato chiedere sulla Storia di Udine (2009, con presentazione di Domenico Zannier)
- Storia e attualità delle scuole udinesi. Dai nidi d'infanzia ai centri di ricerca (2010, con presentazione di Cristiana Compagno e interventi di Pietro Fontanini e Furio Honsell)
- Intervista immaginaria a Tiziano Tessitori (2017, con presentazione di Toni Capuozzo; copertina di Roberta Vale)
- La Udine del cuore, passeggiata in città con Mario Quargnolo (2017, con presentazione di Giorgio Placereani
- Udine con il basket nel cuore (2023, con presentazione di Mauro Ferrari e prefazioni di Enzo Cainero, Alessandro Pedone ed Edi Snaidero)

### Libri di genere vario
- La batàe (1983, saggio giornalistico, con testi in italiano e friulano, con presentazione di Gianfranco D'Aronco; copertina di Arrigo Poz)
- Sgrìsui (1985, aforismi umoristici, in italiano e friulano, con presentazione di Alfeo Mizzau; caricature di Ezio Cragnolini)
- Al jere une volte un condomìni clamât Europe (1990, umoristico, in friulano, con presentazione di Gianni Gregoricchio; caricature di Alessandro D'Osualdo. Vincitore al Concorso letterario della Società Filologica Friulana)
- Il titolo è sul retro (1993, umoristico, in italiano e friulano; copertina di Alessandro D'Osualdo. Segnalato al VII Premio letterario San Simone)
- L'Agenda del tifoso bianconero (1998, sportivo)
- L'Agenda del tifoso bianconero (1999, sportivo)
- Stagioni di Udine (2003, fotografico, cofanetto con quattro volumetti, con testi di Novella Cantarutti ed introduzioni di Elio Bartolini, Amedeo Giacomini, Tito Maniacco, Luciano Morandini)
- Il fumo uccide... gli altri (2005, umoristico, assieme ad Innocente Meroi; copertina di Paolo Berlasso)
- L'Udinese è tutta un quiz (2010, sportivo, con presentazioni di Massimo Giacomini e Umberto Sarcinelli)
- Tutti i volti di Udine assolutamente da scoprire e amare (2011, con presentazione di Romano Vecchiet)
- Stelis Furlanis (2012, libro ufficiale dell'Associazione Nazionale Stelle al Merito Sportivo; con presentazione di Luigi Ramponi e interventi di Silvano Parpinel, Mario Virgili, Marcello Zoratti)
- Mandi Trieste. Ovvero la guerra senza cannoni contro Udine (2013, saggio politico, con presentazione di Piero Zanfagnini)
- Inter. 160 quiz assolutamente neroazzurri (2014, sportivo)
- Milan. 160 quiz assolutamente rossoneri (2014, sportivo)
- Roma. 160 quiz assolutamente giallorossi (2014, sportivo)
- Lazio. 160 quiz assolutamento biancocelesti (2014, sportivo)
- La fantate di Maidan (2015, romanzo, in friulano, con presentazione di Lorenzo Zanon. Segnalato al XXXV Premio letterario San Simone)
- La vite ardinte di Ursule Bidine (2016, umoristico, in friulano, con presentazione di Nino Rodaro; copertina di Ezio Cragnolini)
- Beput, il cuninut e la lune (2016, per l'infanzia, in friulano; illustrazioni di Roberta Vale. Vincitore al Concorso letterario "Pietro Londero" 2015)
- Birbantute e Figotute (2017, per l'infanzia, in friulano; illustrazioni di Patrizia Geremia)
- Tutto quello che non hai mai osato chiedere sul Friuli (2018, con presentazione di Angelo Floramo)
- Genoa. 160 quiz assolutamente rossoblu (2019, sportivo)
- Sampdoria. 160 quiz assolutamente blucerchiati (2019, sportivo)
- Udine città romantica (2020, volume fotografico, con presentazione di Carlo Gaberscek)
- Meraviglie friulane (2022, volume fotografico, con presentazioni di Mauro Pascolini e Alvise Rampini. Diploma di Menzione speciale della Giuria del Premio Simona Cigana e Targa del Circolo della Stampa di Pordenone)

| Controllo di autorità | VIAF (EN) 7061235 · ISNI (EN) 0000 0000 5363 2168 · SBN CFIV000574 · LCCN (EN) no2002063716 |